# Anbeta Toromani
Anbeta Toromani (Tirana, 2 aprile 1979) è una ballerina e insegnante di danza albanese naturalizzata italiana.
Seconda classificata della seconda edizione del talent show Amici di Maria De Filippi, Toromani è stata prima ballerina in numerosi teatri internazionali e italiani, tra cui il Teatro nazionale dell'opera e del balletto di Tirana, il Teatro Nazionale Slovacco, il Teatro di San Carlo di Napoli, il Teatro Massimo Vittorio Emanuele di Palermo e il Sferisterio di Macerata.
Nel corso della sua carriera è stata coreografata e diretta da Pier Luigi Pizzi, Alessandra Celentano, Dante Ferretti, Gheorghe Iancu, David Garforth, Roland Petit, Luigi Bonino, Fabrizio Monteverde, Ljudmila Semenjaka, Michail Lavrovskij, Amedeo Amodio e ballato con Carla Fracci, Kledi Kadiu e Amilcar Moret Gonzalez.

## Biografia
Nasce e vive a Tirana in Albania, dove inizia all'età di cinque anni a fare ginnastica artistica. All'età di nove anni, a seguito di un infortunio ad un braccio, segue i consigli dell'insegnante di danza iscrivendosi all'Accademia Nazionale di Danza di Tirana, dove si diploma in danza classica. Dopo il diploma segue un anno di specializzazione presso la scuola di danza di Leila Vilallova a Baku in Azerbaigian. Rientrata in Albania, entra a far parte del corpo di ballo del Teatro nazionale dell'opera e del balletto di Tirana, divenendo prima ballerina della compagnia.
Nel 2001 Kledi Kadiu propone alla ballerina di partecipare al talent show italiano Amici di Maria De Filippi, in cui lavorava come ballerino professionista. Nel 2002 Toromani viene selezionata per la seconda edizione del talent show, dove risulta essere la seconda classificata dell'edizione. Dal 2003 al 2012 la ballerina entra a far parte dei ballerini professionisti del programma, lavorando con lo stesso Kledi Kadiu, Alessandra Celentano e Luciano Mattia Cannito. Nel corso di una puntata di Amici, Carla Fracci le fece ottenere un'audizione per far parte del corpo di ballo del Teatro alla Scala di Milano, proposta declinata dalla ballerina per gli impegni presi nel programma televisivo.
Nel 2007 è prima ballerina al Sferisterio di Macerata, esibendosi nel ruolo di Ecate in Macbeth, diretta da Pier Luigi Pizzi, mentre nel 2008 si esibisce come ballerina solita in Carmen, diretta da Dante Ferretti, entrambi gli spettacoli coreografati da Gheorghe Iancu.  Nel 2009 partecipa allo spin off Amici - La sfida dei talenti vincendo il programma. Nell'estate del 2009 è stata la protagonista di Anbeta&José, spettacolo in tournée in Italia coreografato da Alessandra Celentano. Nel 2010 torna a ballare come solista al Sferisterio di Macerata in I Lombardi all’ultima crociata.
Dal 2012 al 2017 balla regolarmente per il Teatro di San Carlo di Napoli, ricoprendo i ruoli di prima ballerina ne Lo schiaccianoci, Otello, Romeo e Giulietta, lavorando con Fabrizio Monteverde, David Coleman, Ljudmila Semenjaka, David Garforth, Roland Peti e Michail Lavrovskij. Nel 2013 è prima ballerina in Romeo e Giulietta sotto la regia e coreografie di Massimo Moricone presso il Teatro Nazionale Slovacco di Bratislava. Negli stessi anni è insegnante di danza associata in numerosi stage di danza e scuole italiane.
Nel febbraio 2015 è presente al galà di danza Variations sur Pas de Deux al Teatro Nuovo Giovanni da Udine di Udine, in cui si esibisce in tre spettacoli con il marito Alessandro Macario. Nel giugno 2015 viene scelta da Amedeo Amodio per interpretare Giselle al Teatro Massimo Vittorio Emanuele di Palermo. Tra il 2015 e il 2016 è prima ballerina con il marito nello spettacolo Coppélia sempre diretta da Amedeo Amodio in diversi teatri italiani. Toromani e Macario reinterpretano il ruolo anche nella versione di David Garforth, coreografata da Roland Petit e Luigi Bonino presso il Teatro di San Carlo di Napoli, Teatro Verdi di Trieste e Teatro Regio di Parma nel corso del 2016.
Dal 2016 al 2019 si alterna nel ruolo di prima ballerina della tournée teatrale de Lo schiaccianoci di Amedeo Amodio nei principali teatri italiani. Ad ottobre 2017 è ospite nello spettacolo Omaggio a Stradivari presso il Museo del violino di Cremona esibendosi al fianco di Carla Fracci. Nel 2018 è ospite all’Opera di Tirana per interpretare la prima ballerina in Carmen con coreografia di Gheorghe Iancu e nello stesso anno fa parte in qualità di giudice per la danza nel programma televisivo Virtuozet per la televisione albanese TV Klan. Tra il 2018 e il 2019 è prima ballerina della tournée teatrale di Carmen, sempre di Amodio con Alessandro Bigonzetti, danzando in coppia con Amilcar Moret Gonzalez.
Nel luglio 2021 era prevista l'esibizione di Toromani con Carla Fracci nello spettacolo Carla Fracci Mon Amour diretto da Kledi Kadiu e Silvia Frecchiami; per via della scomparsa di Fracci il 27 maggio 2021, lo spettacolo fu convertito in un tributo all'artista il 26 agosto 2021 a Cervia. Nel 2022 si esibisce nello spettacolo Preludes, della 74ª stagione concertistica dell'Accademia Filarmonica presso il Palazzo della Cultura di Messina. Nello stesso anno è presente come ballerina professionista ad Amici di Maria De Filippi, apparendo negli anni successivi come giudice in alcune puntate. Nel luglio 2023 si esibisce in Preludes for Juliet, regia e coreografie di Massimo Moricone al Teatro romano di Verona. Nel luglio 2024 è presente al Florence Dance Performing Arts Festival a Firenze, e madrina del La Nuit des Étoiles a Olbia.

## Vita privata
Dal 2009 è la compagna del ballerino italiano Alessandro Macario.

## Teatro

### Prima ballerina
- Giselle di Théophile Gautier. Teatro nazionale dell'opera e del balletto di Tirana
- Don Chisciotte di Marius Petipa. Teatro nazionale dell'opera e del balletto di Tirana
- Cenerentola di Sergej Sergeevič Prokof'ev. Teatro nazionale dell'opera e del balletto di Tirana
- Paquita di Edouard Deldevez. Teatro nazionale dell'opera e del balletto di Tirana
- Carmen di Georges Bizet. Teatro nazionale dell'opera e del balletto di Tirana
- Macbeth di Giuseppe Verdi, regia di Pier Luigi Pizzi, coreografie di Gheorghe Iancu. Sferisterio di Macerata (2007)
- Carmen, di Georges Bizet, regia di Dante Ferretti, coreografie di Gheorghe Iancu. Sferisterio di Macerata (2008)
- Anbeta e Josè, regia e coreografie di Alessandra Celentano. Tour in Italia (2009)
- I Lombardi all’ultima crociata, di Georges Bizet, regia di Pier Luigi Pizzi, coreografie di Gheorghe Iancu. Sferisterio di Macerata (2010)[17]
- Romeo e Giulietta di Sergej Sergeevič Prokof'ev, regia e coreografie di Massimo Moricone. Teatro Nazionale Slovacco di Bratislava (2013)[17]
- Romeo e Giulietta di Sergej Sergeevič Prokof'ev, regia e coreografie di Massimo Moricone. Globe Theatre di Roma; Teatro Nuovo di Udine; Teatro Sociale di Rovigo; Teatro Verdi di Gorizia (2013-2014)
- Lo schiaccianoci, regia di David Coleman, coreografie di Alessandra Panzavolta. Teatro di San Carlo di Napoli (2013-2015)
- Otello di William Shakespeare, regia di David Coleman, coreografie di Fabrizio Monteverde. Teatro di San Carlo di Napoli (2014-2015)
- Giselle di Théophile Gautier, coreografie di Ljudmila Semenjaka. Teatro di San Carlo di Napoli (2014-2015)
- Variations sur pas de deux, coreografie di Alessandra Celentano. Teatro Nuovo Giovanni da Udine di Udine (2015)
- Il lago dei cigni (Pas de deux - Atto II) di Pëtr Il'ič Čajkovskij, coreografie di Marius Petipa. Teatro Nuovo Giovanni da Udine di Udine (2015)
- Burumun di Alva Noto e Ryūichi Sakamoto, coreografie di Roberto Zamorano. Teatro Nuovo Giovanni da Udine di Udine (2015)
- Giselle di Théophile Gautier, regia e coreografie di Amedeo Amodio. Teatro Massimo Vittorio Emanuele di Palermo (2015)
- Coppélia di Arthur Saint-Léon, regia e coreografie di Amedeo Amodio. Teatro Nuovo Giovanni da Udine di Udine; Teatro comunale Pavarotti-Freni di Modena (2015-2016)
- Coppélia di Arthur Saint-Léon, regia di David Garforth, coreografia di Roland Petit e Luigi Bonino. Teatro di San Carlo di Napoli; Teatro Verdi di Trieste; Teatro Regio di Parma (2016)
- Romeo e Giulietta di Sergej Sergeevič Prokof'ev, regia e coreografie Michail Lavrovskij. Teatro di San Carlo di Napoli (2016)
- Lo schiaccianoci di Pëtr Il'ič Čajkovskij, regia e coreografia Amedeo Amodio. Tour in Italia (2016-2019)
- Carmen di Georges Bizet, coreografia di Gheorghe Iancu. Teatro nazionale dell'opera e del balletto di Tirana (2018)
- Carmen di Georges Bizet, regia e coreografia di Amedeo Amodio e Alessandro Bigonzetti. Tour in Italia (2018-2019)
- Danzano le stelle, regia di Kledi Kadiu, coreografie di Silvia Frecchiami. Darsena di San Giuliano di Rimini (2021)
- Carla Fracci Mon Amour, regia e coreografie di Kledi Kadiu. Piazza Garibaldi di Cervia (2021)
- Preludes, regia e coreografie di Massimo Moricone Palazzo della Cultura di Messina (2022)
- Preludes for Juliet, regia e coreografie di Massimo Moricone. Teatro romano di Verona (2023)

### Ballerina
- Mozart Requiem Ballet, regia di Hansjörg Albrecht, coreografie di Boris Eifman. Teatro di San Carlo di Napoli (2014)[32]

## Eventi
- Giffoni Film Festival (2010-2011) - ballerina
- Novara Dance Experience (2017) - ballerina
- Omaggio a Stradivari al Museo del violino di Cremona (2017) - ballerina con Carla Fracci
- Festivali i Këngës di Tirana (2022) - ballerina con Kledi Kadiu
- Florence Dance Performing Arts Festival, coreografie di Massimo Moricone (2024) - ballerina
- La Nuit des Étoiles a Olbia (2024) - madrina e ballerina

## Filmografia
- Nero, regia di Giovanni Esposito (2024)

## Programmi televisivi
- Amici di Maria De Filippi (Canale 5, 2002-2003, 2004-2012) - concorrente (2002-2003), ballerina professionista e coreografa (2004-2012)
- Amici - La sfida dei talenti (Canale 5, 2009) - concorrente, vincitrice
- Virtuozet (TV Klan, 2018) - giudice

## Riconoscimenti
- 2004 – Premio Gino Tani per le arti dello spettacolo
- 2005 – Premio Danza&Danza